# 佛朗哥·塞爾維
佛朗哥·塞爾維（西班牙語：Franco Emanuel Cervi，1994年5月26日—），是一名阿根廷職業足球員，現時效力西甲球會切爾達。司職中場。

## 球會生涯

### 羅薩里奧中央
塞爾維是羅薩里奧中央的青訓球員。2014年11月9日，他於對陣的聯賽中，首次代表球隊一線隊上陣，塞爾維於第66分鐘後備入替埃尔南·恩西纳，最終球隊在主場以1比0勝出。2015年2月14日，塞爾維在對陣競賽會的比賽中攻入職業生涯首個入球。
2016年2月25日，塞爾維首次於南美自由盃上陣，對手為。在對陣河床的比賽中，他攻入首個洲際賽事的入球。

### 賓菲加
2015年9月15日，塞爾維與葡萄牙足球超級聯賽球會賓菲加簽約6年，合約違約金為6000萬歐元。簽約後，他將繼續代表羅薩里奧中央隊上陣，直至2016年5月。6月24日，他正式加入球隊，並參加季前熱身賽。8月7日，塞爾維於2016年葡萄牙超級盃首次代表球會上陣，於比賽中，他為球隊攻入1球，並成為全場最佳球員，協助球隊以3比0擊敗布拉加，奪冠而回。
2016年12月29日，塞爾維成為首位於同一個賽季中，在葡萄牙本土各項賽事皆有入球的賓菲加球員，包括葡萄牙足球超級聯賽、葡萄牙盃、葡萄牙聯賽盃和葡萄牙超級盃，他亦在歐洲聯賽冠軍盃有進帳。

## 國家隊生涯
塞爾維入選了阿根廷參加2016年夏季奧林匹克運動會的35人初選名單，但最終並未入選最終的18人大軍名單。

## 生涯統計
截至2017年4月29日
| 球會         | 賽季        | 聯賽               | 聯賽 | 聯賽 | 盃賽 | 盃賽 | 聯賽盃 | 聯賽盃 | 洲際比賽 | 洲際比賽 | 總計 | 總計 |
| 球會         | 賽季        | 聯賽               | 出場 | 入球 | 出場 | 入球 | 出場   | 入球   | 出場     | 入球     | 出場 | 入球 |
| ------------ | ----------- | ------------------ | ---- | ---- | ---- | ---- | ------ | ------ | -------- | -------- | ---- | ---- |
| 罗萨里奥中央 | 2014年      | 阿根廷足球甲级联赛 | 3    | 0    | 0    | 0    | —      | —      | 0        | 0        | 3    | 0    |
| 罗萨里奥中央 | 2015年      | 阿根廷足球甲级联赛 | 27   | 5    | 4    | 0    | —      | —      | 0        | 0        | 31   | 5    |
| 罗萨里奥中央 | 2016年      | 阿根廷足球甲级联赛 | 12   | 0    | 0    | 0    | —      | —      | 10       | 2        | 22   | 2    |
| 總計         | 總計        | 總計               | 42   | 5    | 4    | 0    | —      | —      | 10       | 2        | 56   | 7    |
| 賓菲加       | 2016-17賽季 | 葡萄牙足球超级联赛 | 24   | 1    | 4    | 2    | 1      | 1      | 5        | 2        | 34   | 6    |
| 生涯總計     | 生涯總計    | 生涯總計           | 66   | 6    | 8    | 2    | 1      | 1      | 15       | 4        | 90   | 13   |

1. ↑  包括於2016年葡萄牙超級盃（英语：2016 Supertaça Cândido de Oliveira）的出場次數和入球

## 榮譽

### 球會
賓菲加
- 葡萄牙足球超级联赛：2016-17賽季（英语：2016–17 Primeira Liga）
- 葡萄牙盃：2016-17賽季（英语：2016–17 Primeira Liga）[12]
- 葡萄牙超級盃：2016年（英语：2016 Supertaça Cândido de Oliveira）[7]，2017年（英语：2017 Supertaça Cândido de Oliveira）

### 個人
- 葡萄牙超級盃最佳球員：2016年（英语：2016 Supertaça Cândido de Oliveira）[7]

## 外部連結
- 佛朗哥·塞爾維 （页面存档备份，存于）於賓菲加官方網站上的資料
- Soccerway資料庫：佛朗哥·塞爾維